# Скамокава Вали (Вашингтон)
Скамокава Вали (енгл. Skamokawa Valley) насељено је место без административног статуса у америчкој савезној држави Вашингтон.

## Демографија
По попису из 2010. године број становника је 401.
| Група             | 2000.    | 2010.       |
| Белци             | 0 (0,0%) | 374 (93,3%) |
| Афроамериканци    | 0 (0,0%) | 0 (0,0%)    |
| Азијати           | 0 (0,0%) | 1 (0,2%)    |
| Хиспаноамериканци | 0 (0,0%) | 10 (2,5%)   |
| Укупно            | 0        | 401         |